# 栃木県道155号羽生田鶴田線

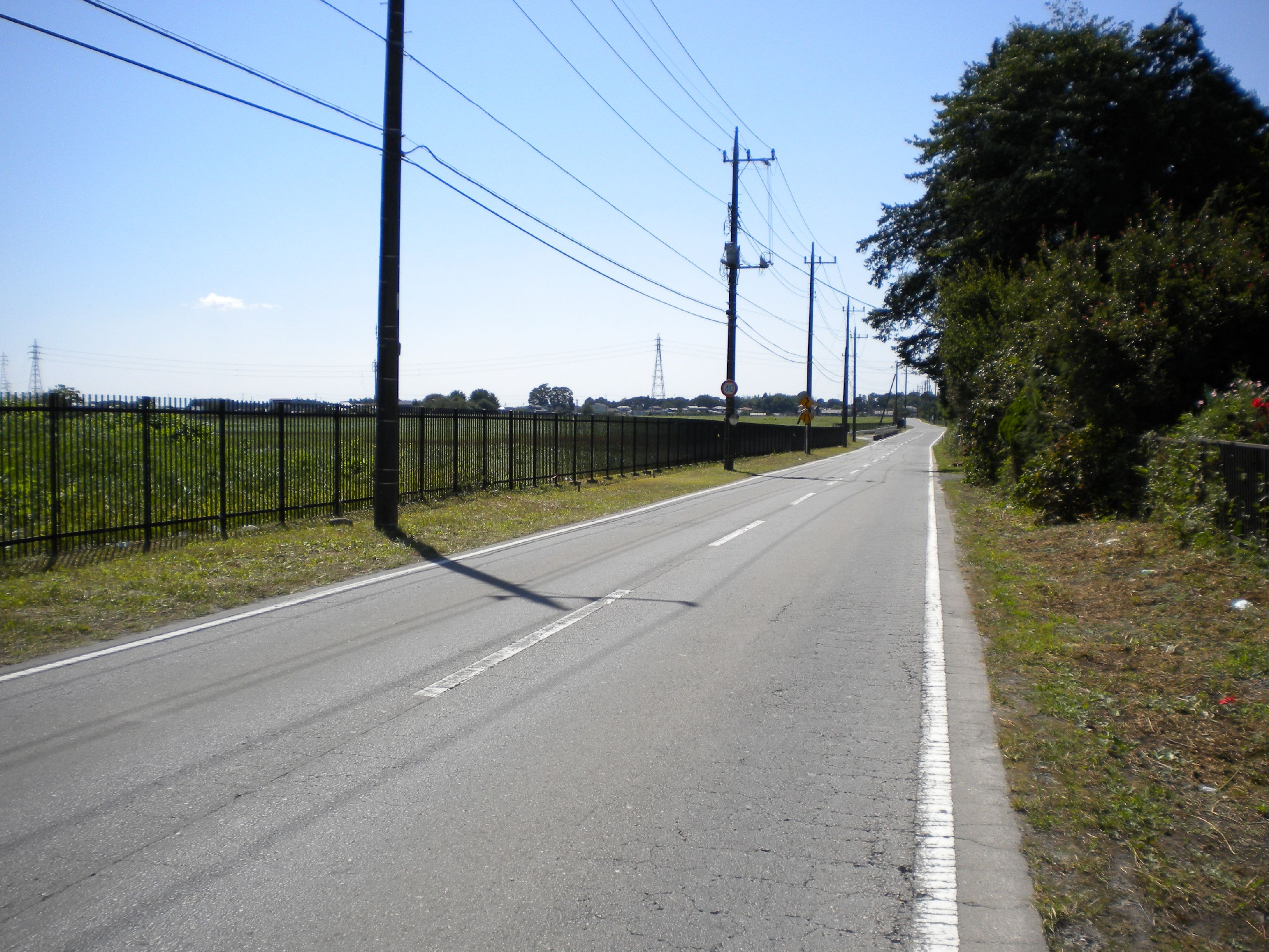
壬生町羽生田付近

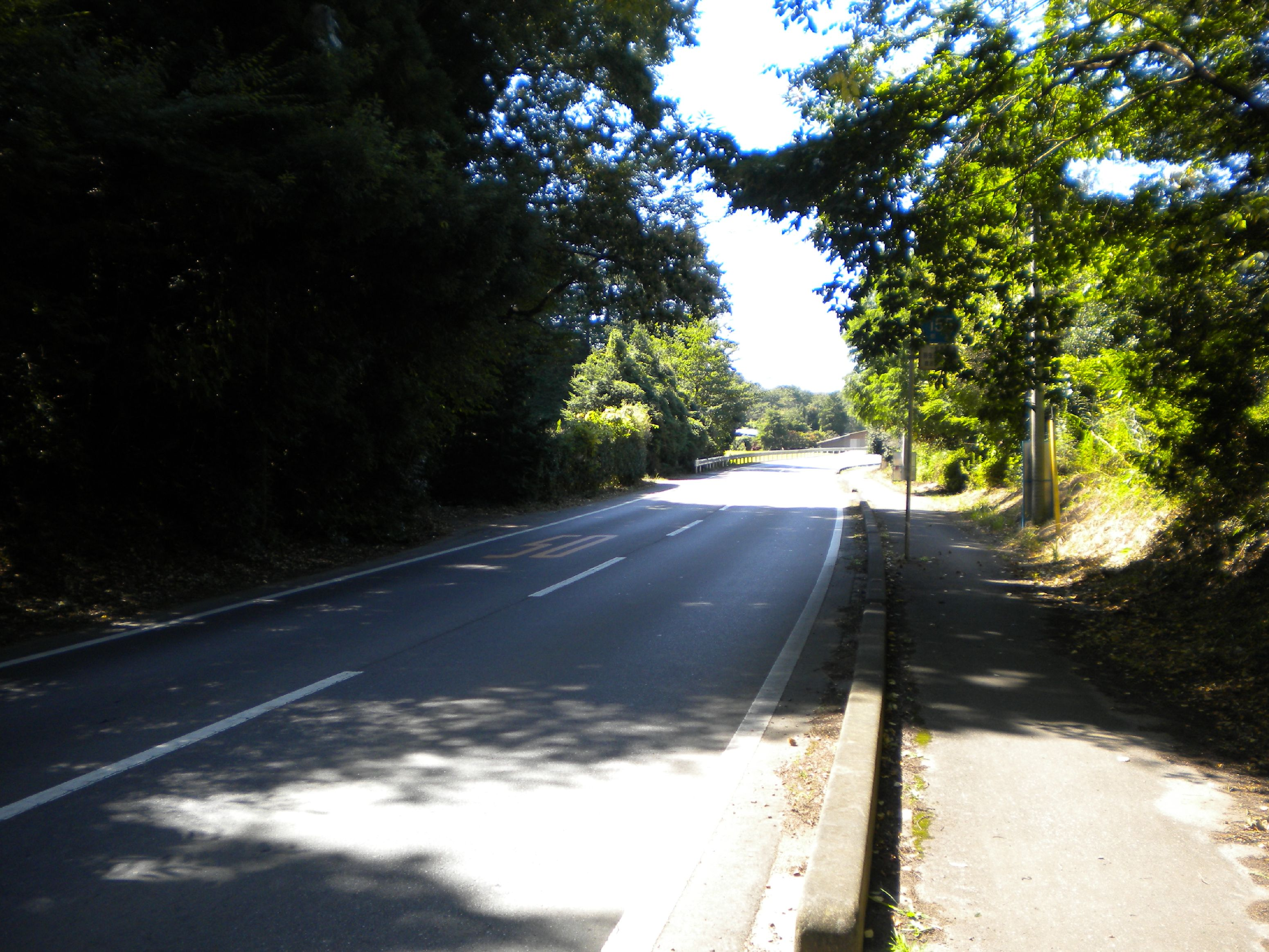
鹿沼市下石川付近

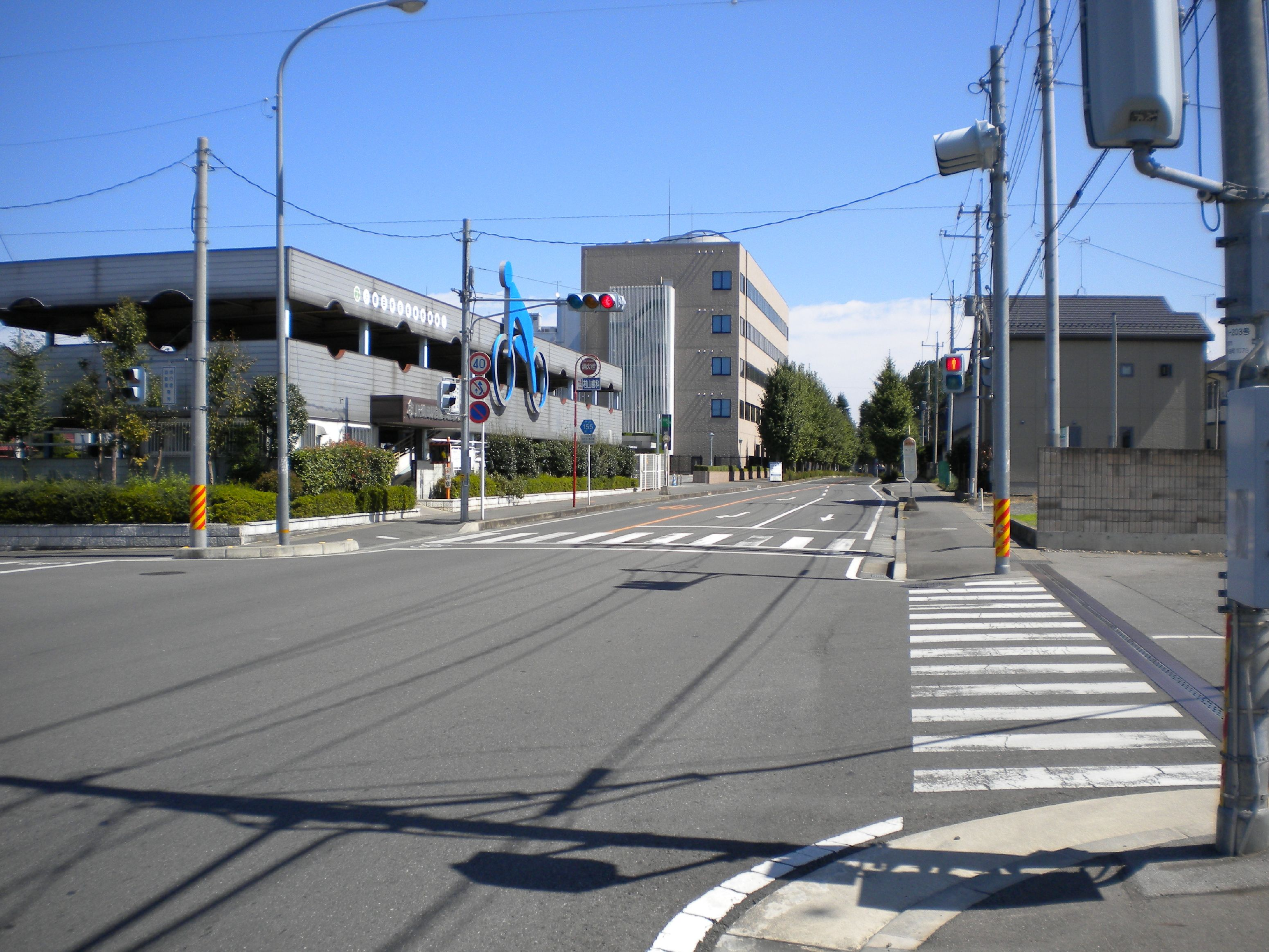
宇都宮市西川田町付近
（JR鶴田駅前）

栃木県道155号羽生田鶴田線（とちぎけんどう155ごう はにゅうだつるたせん）は、栃木県下都賀郡壬生町と宇都宮市を結ぶ一般県道である。

## 概要
壬生町北部の稲葉地区（旧稲葉村）より鹿沼市北犬飼地区（旧北犬飼村）南部を経由し、宇都宮市南西部のJR鶴田駅前を経て栃木街道に合流する道路。かつては宇都宮駅から羽生田を経由し
て栃木駅までを結ぶ路線バスが本路線経由で関東自動車により運行されていたが、昭和末期の路線統廃合によりすでに廃止となっている。
宇都宮市内では羽生田街道の一般名称を持つ。

### 路線データ
- 総延長：11.421km（旧道区間を除く）
- 実延長：11.405km（旧道区間を除く）
- 起点：栃木県下都賀郡壬生町大字羽生田（栃木県道3号宇都宮亀和田栃木線交点）
- 終点：栃木県宇都宮市鶴田町（宇都宮高校前交差点＝栃木県道2号宇都宮栃木線交点）
- 認定：1961年（昭和36年）4月1日

## 路線状況

### 別名
- 羽生田街道（宇都宮市内）

## 地理

### 通過自治体
- 栃木県
  - 下都賀郡壬生町 - 鹿沼市 - 宇都宮市

### 交差する道路
- 国道121号（鹿沼市下石川・下石川交差点）
- 栃木県道65号鹿沼下野線（鹿沼市下石川・下石川交差点）
- 栃木県道3号宇都宮亀和田栃木線（宇都宮環状道路）（宇都宮市下砥上町・下砥上町交差点）

### 路線バス
前述の通り、本路線の全区間を経由するバス路線は現存しない。
現在では、関東自動車が運行する宇都宮駅より市内各所（桜通り・陽西通り・六道）を経て鶴田駅に乗り入れる3系統および鶴田駅から作新学院方面に向かう平日1便のみの系統、および鹿沼市民バス（リーバス）運転免許センター線が鹿沼市下石川にて一部区間を経由する系統が残るのみである。